# Xã Carpenter, Quận Itasca, Minnesota
Xã Carpenter (tiếng Anh: Carpenter Township) là một xã thuộc quận Itasca, tiểu bang Minnesota, Hoa Kỳ. Năm 2010, dân số của xã này là 179 người.